# العلاقات الكرواتية اللاتفية
العلاقات الكرواتية اللاتفية هي العلاقات الثنائية التي تجمع بين كرواتيا ولاتفيا.

## مقارنة بين البلدين
هذه مقارنة عامة ومرجعية للدولتين:
| وجه المقارنة                                              | كرواتيا                                                  | لاتفيا                                             |
| --------------------------------------------------------- | -------------------------------------------------------- | -------------------------------------------------- |
| المساحة (كم2)                                             | 56.59 ألف                                                | 64.59 ألف                                          |
| عدد السكان (نسمة)                                         | 4.11 مليون                                               | 1.93 مليون                                         |
| الكثافة السكانية (ن./كم²)                                 | 72.63                                                    | 29.88                                              |
| العاصمة                                                   | زغرب                                                     | ريغا                                               |
| اللغة الرسمية                                             | اللغة الكرواتية                                          | اللغة اللاتفية                                     |
| العملة                                                    | كونا كرواتية                                             | يورو، لاتس لاتفي، الروبل اللاتفي ‏، الروبل اللاتفي ‏ |
| الناتج المحلي الإجمالي (بليون دولار)                      | 54.85 مليار                                              | 30.26 مليار                                        |
| الناتج المحلي الإجمالي (تعادل القوة الشرائية) بليون دولار | 94.64 مليار                                              | 49.24 مليار                                        |
| الناتج المحلي الإجمالي الاسمي للفرد دولار أمريكي          | 11.54 ألف                                                | 14.06 ألف                                          |
| الناتج المحلي الإجمالي للفرد دولار أمريكي                 | 21.64 ألف                                                | 23.55 ألف                                          |
| مؤشر التنمية البشرية                                      | 0.818                                                    | 0.819                                              |
| رمز المكالمات الدولي                                      | +385                                                     | +371                                               |
| رمز الإنترنت                                              | .hr                                                      | .lv                                                |
| المنطقة الزمنية                                           | توقيت وسط أوروبا، ت ع م+01:00، ت ع م+02:00، أوروبا/زغرب ‏ | ت ع م+02:00، ت ع م+03:00، أوروبا/ريغا ‏             |

## منظمات دولية مشتركة
يشترك البلدان في عضوية مجموعة من المنظمات الدولية، منها:
| علم المنظمة | اسم المنظمة                               | تاريخ انضمام كرواتيا | تاريخ انضمام لاتفيا |
| ----------- | ----------------------------------------- | -------------------- | ------------------- |
|             | الاتحاد الأوروبي                          | 1 يوليو 2013         | 1 مايو 2004         |
|             | وكالة ضمان الاستثمار متعدد الأطراف        | 19 مارس 1993         | 21 أغسطس 1998       |
|             | الأمم المتحدة                             | 22 مايو 1992         | 17 سبتمبر 1991      |
|             | الفريق المعني برصد الأرض                  | ?                    | ?                   |
|             | مركز تنسيق الحركة في أوروبا ‏              | ?                    | ?                   |
|             | منظمة حظر الأسلحة الكيميائية              | ?                    | ?                   |
|             | منظمة التجارة العالمية                    | ?                    | 1999                |
|             | منظمة الشرطة الجنائية الدولية             | ?                    | ?                   |
|             | منظمة الأمن والتعاون في أوروبا            | 24 مارس 1992         | 10 سبتمبر 1991      |
|             | مؤسسة التنمية الدولية                     | 25 فبراير 1993       | 11 أغسطس 1992       |
|             | حلف شمال الأطلسي                          | 1 أبريل 2009         | 29 مارس 2004        |
|             | يونسكو                                    | 1 يونيو 1992         | 9 يوليو 1951        |
|             | مجلس أوروبا                               | ?                    | ?                   |
|             | الاتحاد البريدي العالمي                   | ?                    | ?                   |
|             | البنك الدولي للإنشاء والتعمير             | 25 فبراير 1993       | 11 أغسطس 1992       |
|             | اتفاقية السماوات المفتوحة                 | ?                    | ?                   |
|             | المنظمة الهيدروغرافية الدولية             | ?                    | ?                   |
|             | الاتحاد الدولي للاتصالات                  | 3 يونيو 1992         | 11 ديسمبر 1921      |
|             | مؤسسة التمويل الدولية                     | 25 فبراير 1993       | 29 سبتمبر 1993      |
|             | المنظمة الأوروبية لسلامة الملاحة الجوية   | 1997                 | 2011                |
|             | المركز الدولي لتسوية المنازعات الاستشارية | 22 أكتوبر 1998       | 7 سبتمبر 1997       |
|             | مجموعة أستراليا                           | 2007                 | 2004                |
|             | مجموعة الموردين النوويين                  | ?                    | ?                   |

## وصلات خارجية
- موقع وزارة الخارجية الكرواتية
- موقع وزارة الخارجية اللاتفية